# ويلي شرودر
ويلي شرودر (بالألمانية: Willy Schröder)‏ هو منافس ألعاب قوى ألماني، ولد في 7 مارس 1912 في ماغديبورغ في ألمانيا، وتوفي في 28 سبتمبر 1990 في غيرسفلد في ألمانيا.

## وصلات خارجية
- ويلي شرودر على موقع أوليمبيديا (الإنجليزية)